# Dugina tablica
Dugina tablica, tablice s predizračunatim vrijednostima, namijenjene razbijanju hasheva zaporaka.
Otkrio ih je  Philippe Oechslin kao primjenu ranijeg algoritma Martina Hellmana. Razvijene su radi izravnog izvođenja zaporke (podatka) iz vrijednosti hasha. Hellmanova izvorna metoda imala je ograničenje, a to je bilo spajanje dva lanca prilikom sudara (proizvođenja iste vrijednosti) unutar iste tablice. Zamjenom jedne redukcijske funkcije nizom redukcijskih funkcija dugine su tablice riješile taj problem vrlo učinkovito. Međutim, ako vrijednosti hasha sadrže dugačke nizove posoljenih podataka tada su dugine tablice neučinkovite. Napad duginim tablicama sprječava se istezanjem i jačanjem ključa.